# Adolfo Salinas
Adolfo Salinas cuyo verdadero nombre fue Adolfo Vicente Saltalamacchia (15 de diciembre de 1926, Buenos Aires - 30 de junio de 2000) fue un locutor y animador argentino de radio y televisión. Salinas trabajó en Radio Belgrano y Splendid y fue el primer locutor que apareció ante las cámaras en la televisión argentina.

## Trayectoria
El 15 de enero de 1946, Salinas llegó a Radio Belgrano dispuesto a rendir una prueba de locutor, como respuesta a una apuesta que había hecho a sus compañeros de la Escuela Técnica Otto Krause, y por la que fue inmediatamente contratado. En esa época ya había conocido a la mujer que más tarde sería su esposa y madre de sus hijos. En 1957, con Crónicas en bandeja, se consagró como conductor y, el programa auspiciado por el jugo de frutas Pindapoy lo llevó a la cima de su larga carrera profesional.
Su trabajo en televisión comenzó el día en que Canal 7 transmitió por primera vez. Fue desde la terraza del edificio del Ministerio de Obras y Servicios Públicos. Ese día dirigido por Enrique Telémaco Susini, Salinas y sus compañeros no sabían cómo empezar, y el avezado conductor luego de presentar a un trío musical leyó con nervios en forma continua el diario de ese día en reiteradas oportunidades para mantener la atracción de los primeros televidentes y rellenar el tiempo sobrante. Con el tiempo llegó a conducir, "En Vivo", unas cincuenta publicidades y dos programas televisivos diariamente.
Salinas también se adjudicó entre muchos, el primer Premios Martín Fierro entregado por APTRA debido a su labor como conductor y recibió una de las estatuillas originales, que fueron esculpidas por Luis Perlotti y pesaba cerca de dos kliogramos. Lamentablemente no existen fotografías detalladas de la misma, que fuera robada de su domicilio luego de su deceso. 
Fue fundador de la Sociedad Argentina de Locutores, (S.A.L), además de productor, publicista y creador de contenidos. Algunas de sus más relevantes creaciones fueron Carrousell Gesa, el programa Atrevéte a soñar con Sudamtex, auspiciado por la firma Sudamtex en la república Oriental del Uruguay. Sobre la idea de este formato se han hecho muchísimas versiones que hasta la actualidad han sido un éxito rotundo de índice de audiencia.
Es recordado, entre otras cosas, por su labor en la década del 70 como, creador, productor y conductor del programa radial Música con Thompson y Williams. Otro famoso programa fue Pinkysalinadas por Splendid por LS4 radio Splendid, junto a la Locutora Pinky. Participó en innumerables propagandas de los principales auspiciantes de la época. 
Se lo considera responsable e ideólogo del surgimiento del movimiento llamado Rock nacional de Argentina. En esos tiempos no había FM y sólo unas pocas radios AM, y sólo dos programas dedicados a la juventud pasaban rock; Modart en la Noche y Música con ton... son... y Williams. El primero no difundió nunca lo nacional y el programa de Adolfo "Fito" Salinas además de hacerlo tenía llegada a todo el país por varias emisoras y el auspiciante regalaba fiestas de egresados con Dj´s y shows a granel.
Las discográficas Under no tenían la menor posibilidad de pagar una pasada en una radio ni una cortina en los programas medianamente masivos, y sólo contrataban estudios de grabación de medio pelo y debían grabar en un día o dos, amén de que no poseían cadena de distribución. Una pasada costaba lo que un sueldo normal hoy en día. Fue entonces que Fito se reunió con el presidente de la RCA Victor Argentina y le planteó lo del rock nacional, a pesar de que Pino, el presidente de la discográfica tenía todas las fichas puestas en Fito, para poder lanzar ese movimiento Under tuvieron que ir a Italia a convencer al director regional de la RCA. Había nacido el rock nacional.
Fito contrató a Horacio Martínez y a Cacho Améndola y fundó una productora porque la gente de la RCA no estaba capacitada ni para entender de qué se trataba ese movimiento ni para producirlo. Los conjuntos no tenían dinero de modo que se les pagaba hasta las pensiones y Fito, de su bolsillo les pidió una lista de los instrumentos y equipos que necesitaban y viajó a USA a comprarlos. En el embarque legaron equipos para Manal, Vox Dei, Almendra, Arco Iris, Litto Nebbia y Los Gatos.
Con estos instrumentos controlados por la productora comenzaron a grabar en estudios ION, mientras la RCA modernizaba el propio. Grababan en la sala "B" en cuatro canales y contrariamente a los sellos independientes y las costumbres de entonces, Fito no ponía límites a las horas de grabación. 
De esta manera RCA, cuyo presidente absoluto había sido Pino, tuvo un nuevo director secreto, Fito. Comenzó a escucharse rock nacional todo el día en las radios, los discos se empezaron a vender como pan caliente y vinieron los shows. El rock nacional era un hecho. 
El locutor se retiró debido a una enfermedad que lo obligó a abandonar su profesión prematuramente a fines de los años 70. Adolfo "Fito" Salinas murió el 30 de junio de 2000, a los 73 años, tras una larga enfermedad.